# Aloe perrieri
Aloe perrieri é uma espécie de liliopsida do gênero Aloe, pertencente à família Asphodelaceae.